# Secrétariat d'État au Changement climatique
Le secrétariat d'État au Changement climatique (en espagnol : Secretaría de Estado de Cambio Climático) est le secrétariat d'État chargé de la qualité environnementale, de la prévention du changement climatique et du développement durable en Espagne.
Il relève du ministère de l'Environnement, du Milieu rural et marin.

## Missions

### Organisation
Le secrétariat d’État s'organise de la manière suivante : 
- Secrétariat d'État au Changement climatique (Secretaría de Estado de Cambio Climático) ; 
  - Bureau espagnol du Changement climatique (Oficina Española del Cambio Climático) ; 
    - Sous-direction générale des Impacts et de l'Adaptation ;
    - Sous-direction générale de la Mitigation et des Technologies ;
    - Sous-direction générale du Commerce des émissions et des Mécanismes de flexibilité ;

  - Direction générale de la Qualité et de l'Évaluation environnementale (Dirección General de Calidad y Evaluación Ambiental) ; 
    - Sous-direction générale de la Production et de la consommation durables ;
    - Sous-direction générale de la Qualité de l'air et de l'Environnement industriel ;
    - Sous-direction générale de l’Évaluation environnementale ;

  - Direction générale du Milieu naturel et de la Politique forestière (Dirección General de Medio Natural y Política Forestal) ; 
    - Sous-direction générale de la Biodiversité ;
    - Sous-direction générale de la Politique forestière et de la Désertification ;
    - Sous-direction générale de l'Inventaire du patrimoine naturel et de la Biodiversité ;

  - Direction générale du Développement durable du littoral et de la mer ;
    - Sous-direction générale du Domaine public maritime terrestre ;
    - Sous-direction générale du Développement durable.

## Titulaires
| Titulaire                                          | Titulaire     | Début      | Fin        | Parti | Ministre                    |
| -------------------------------------------------- | ------------- | ---------- | ---------- | ----- | --------------------------- |
|                                                    | Teresa Ribera | 22/04/2008 | 31/12/2011 | PSOE  | Elena Espinosa Rosa Aguilar |
| Secrétariat d'État à l'Environnement (depuis 2011) |               |            |            |       |                             |